# Charles Plisnier
Charles Plisnier (13 de desembre del 1896, Ghlin, Mons - 17 de juliol del 1952, Brussel·les) fou un escriptor belga de Valònia. Fou un comunista de jove i pertanyé breument al moviment trotskista a finals dels anys 20.
Després de passar pel comunisme, es convertí al catolicisme, però continuà sent marxista. Es tornà envers la literatura, tot escrivint sagues familiars contra la societat burgesa. Mariages (1936) tracta de les limitacions de convencions socials; els Meurtres en cinc volums (1939-1941) se centra en un heroi tràgic idealista, Noël Annequin, en la seva lluita contra la hipocresia. El 1937 guanyà el Premi Goncourt per la seva novel·la Mariages i Faux Passeports (narracions on denunciava l'estalinisme en el mateix esperit que Arthur Koestler ho feu anys després), el primer estranger que rebé aquest honor. També fou activista del moviment való.